# Bundesstrasse 197
Bundesstrasse 197 (B 197) är en förbundsväg i det tyska förbundslandet Mecklenburg-Vorpommern. Vägen är 55 kilometer lång och går mellan Neubrandenburg och Anklam.

## Historia
Under 1800-talet anlades mellan Neubrandenburg och Anklam den nuvarande förbundsvägen B 197, som förband hertigdömet Mecklenburg-Strelitz med den preussiska provinsen Pommern.